# Tellang
Tellang ist eine der indonesischen Barat-Daya-Inseln (Südwestinseln) in der Bandasee.

## Geographie

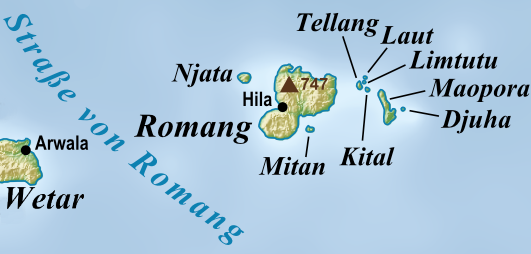
Tellang liegt östlich der Insel Romang

Tellang liegt östlich der Insel Romang. Östlich von Tellang liegen die kleineren Inseln Laut, Limtutu und Kital. Die Inseln gehören zum Kecamatan (Subdistrikt) Pulau-Pulau Terselatan, Kabupaten (Regierungsbezirk) Südwestmolukken (Maluku Barat Daya), Provinz Maluku.